# Lev Tahor
Lev Tahor (en hebreo: לֵב טָהוֹר‎ , lit. "corazón puro") es un grupo religioso extremista fundado por Shlomo Helbrans en 1988. Descrito frecuentemente como una secta o culto,  tiene entre 200 y 300 miembros. El grupo sigue una forma fundamentalista de práctica judía y se adhiere a interpretaciones propias y atípicas de la ley judía, incluyendo prácticas tales como abuso infantil, largas sesiones de oración y  matrimonios arreglados.
El grupo suele mudarse con frecuencia: estuvo ubicado en Israel entre 1988 y 1990 (y de nuevo entre 2000 y 2003), en los Estados Unidos entre 1990 y 2000, en Canadá de 2003 a 2014, en Guatemala en 2014, en México desde alrededor de 2017, luego en Rumania desde finales de 2021, tras ser deportados del Kurdistán, y en Bosnia y Herzegovina. Desde febrero de 2022 están presentes también en Macedonia del Norte. Estos cambios frecuentes ocurren en un intento de huir de agencias gubernamentales de bienestar infantil.

## Historia
El grupo fue formado en la década de 1980 por el líder israelí Shlomo Helbrans. Helbrans se mudó a los Estados Unidos a comienzo de los años 90 y se instaló en el barrio de Williamsburg en Brooklyn, Nueva York. Durante este tiempo cumplió una condena en prisión por el secuestro de un chico israelí de 13 años que fue enviado a estudiar con él en preparación para su bar mitzvah. Helbrans salió de prisión tras cumplir dos años de condena, al parecer después de recibir un trato preferencial por parte del entonces gobernador de Nueva York, George Pataki. Luego dirigió una yeshivá en Monsey, Nueva York, y eventualmente fue deportado de vuelta a Israel. Al poco tiempo Helbrans se mudó a Canadá, donde recibió asilo político bajo la Ley de Protección de Inmigración y Refugiados de Canadá, a la que afirmó tener derecho debido a la persecución percibida por parte de las autoridades israelíes a raíz de sus enseñanzas antisionistas. Es posible que Helbrans haya usado pruebas falsas para obtener el estatus de refugiado, pagando al niño secuestrado para que testificara a su favor.
Helbrans y sus seguidores se establecieron en Sainte-Agathe-des-Monts, en Quebec, Canadá, pero los miembros del grupo que tenían niños salieron de Quebec en noviembre de 2013 y se marcharon a Chatham-Kent, en Ontario, en medio de denuncias de negligencia infantil. Autoridades de protección infantil intentaron poner a los niños al cuidado de familias de acogida judías y habían estado tomando medidas para evitar que los 127 niños abandonaran Canadá.
El 5 de marzo de 2014, después de que la Corte Superior de Justicia de Ontario emitiera un fallo de la Corte Superior de Quebec sobre la disposición de los niños bajo la ley de protección infantil de Quebec, nueve miembros del grupo, entre ellos seis niños, partieron a Trinidad y Tobago en un intento de escapar a Guatemala. Fueron devueltos a Canadá unos días después. Los seis niños fueron llevados a hogares de acogida, cuatro de ellos fueron devueltos posteriormente al grupo, mientras que la audiencia de los otros dos niños estaba programada para el 27 de mayo de 2014. Tras esto, la mayoría de los integrantes del grupo se mudó a la localidad turística de San Juan La Laguna, en Guatemala. El grupo se rehusó a enviar a sus hijos a escuelas locales o a participar en la comunidad, según un residente local. En agosto de 2014, un grupo de ancianos de la población indígena Zutuhil emitió un edicto anunciando que el grupo no era bienvenido para quedarse, citando una necesidad de proteger la cultura local, que está protegida por la Constitución de Guatemala. Un portavoz del consejo indígena afirmó que: "Actuamos en defensa propia y para respetar nuestros derechos como pueblos indígenas." 
En julio de 2017, medios de comunicación mexicanos reportaron que Helbrans se había ahogado en un río mientras participaba en una inmersión ritual. Un portavoz de la Secretaría de Relaciones Exteriores mexicana afirmó que un funcionario del consulado israelí en México se dirigía al estado sureño de Chiapas a confirmar la muerte e identificar el cuerpo de Helbrans. El control de Lev Tahor quedó en manos del hijo de Helbrans, Nachman. Nachman Helbrans y otros cuatro líderes de Lev Tahor fueron arrestados en México en diciembre de 2018 en una operación conjunta entre la Interpol y el FBI.
Miembros de Lev Tahor pidieron asilo político en Irán en 2018 y juraron lealtad al líder supremo del estado, Ali Jamenei. En octubre de 2021 se reportó que un grupo de miembros intentaba escapar de Guatemala a Irán. En noviembre de 2021, un grupo de unos 70 miembros llegó a Kurdistán en un intento de llegar a Irán, pero fueron detenidos por funcionarios iraquíes y deportados a Turquía.  Desde allí se dirigieron hacia Bucarest, Rumania, y de allí a Bosnia y Herzegovina, asentándose primero en Hadžići, y luego en el barrio de Ilidža, en Sarajevo. Tras recibir presión de parte de los locales y tras pasar el periodo de 90 días que les permitía permanecer legalmente en el país, un grupo de 37 miembros escapó con rumbo desconocido en febrero de 2022. Desde febrero de 2022 se sabe de su presencia en Macedonia del Norte, en la ciudad de Kumanovo, de donde fueron trasladados por las autoridades a la ciudad de Skopie, cuando vecinos airados atacaron con huevos el edificio donde se alojaban.

## Prácticas
La comunidad afirma vivir dentro de los límites de la halajá y la tradición judía, y asegura que su estilo de vida no es nuevo ni inusual. En la comunidad de Lev Tahor, las oraciones son dos veces más largas que lo normal entre otros jaredíes, y los adherentes pronuncian cada palabra en voz alta, lentamente, y con gran énfasis. Llevan una estricta dieta que se basa en las leyes familiares de la cashrut. Sin embargo, su interpretación de estas leyes es mucho más estricta, limitando ciertas comidas que otros jaredíes permiten. La mayoría de su comida, incluyendo su pan, es por tanto hecha en casa. Las creencias religiosas de los Lev Tahor incluyen un rechazo del sionismo. Según la jueza de la Corte Suprema de Ontario Lynda Templeton, la forma de vida tradicional de los miembros de la comunidad Lev Tahor no es

"simplemente una cuestión de preferencia personal, sino una convicción religiosa profunda, compartida por un grupo organizado, e íntimamente relacionada con la vida cotidiana;... la religión no es simplemente una cuestión de creencia teocrática, sino que impregna y determina toda su forma de vida, regulándola con detalle a través de reglas de la comunidad estrictamente aplicadas . La adopción y la práctica de la Torá en la medida en que los miembros de Lev Tahor la perciben como deseable o necesaria en su vida cotidiana incluyen el tipo de vestimenta que deben llevar en todo momento; la preparación y el consumo de alimentos; su lenguaje; su conducta moral y social; y su educación. Todos los miembros de Lev Tahor, independientemente de su edad o sexo, se adhieren a las prácticas y principios de sus creencias religiosas."

## Controversia
Lev Tahor ha sido acusado por sus críticos (entre ellos ex seguidores, familias separadas de sus seguidores, académicos de la religión y funcionarios de la ley) de abuso infantil, lavado de cerebro, uso de drogas y matrimonios forzados de chicas adolescentes con hombres hasta 20 años mayor que ellas. Según varios testimonios, los dirigentes de la secta abusaban físicamente de menores bajo la justificación de que tales castigos son tikkun, una  forma de expiar pecados, en particular pecados de naturaleza sexual que obligaban a los menores a confesar. El grupo ha sido llamado "el Talibán judío" por la prensa israelí, judía e internacional.
En una entrevista con Blackburn Radio el 31 de marzo de 2014, Dave Van Kesteren, diputado de Chatham-Kent — Essex, Ontario, describió la saga de Lev Tahor como un "asunto político." Añadió que el tema se había planteado en el Caucus del suroeste de Ontario, pero señaló que tales conversaciones eran confidenciales.

### Investigación sobre protección infantil
En 2011, el grupo de Lev Tahor entró en conflicto con la junta escolar local, que se oponía al hecho de que los niños del grupo no habían sido registrados en las escuelas locales, y los niños no estaban siendo educados de acuerdo con el plan de estudios requerido por ley en Quebec. En abril de 2013, los líderes de la comunidad de Lev Tahor desarrollaron un plan de contingencia en caso de que las autoridades tomaran medidas y buscaran hacerse con los niños. En agosto de ese mismo año, 21 trabajadores de servicios infantiles comenzaron a hacer visitas sorpresa. De acuerdo con Denis Baraby, director de servicios de protección juvenil en el área, descubrieron algunas casas que estaban sucias, que tenían entre 4 y 5 niños durmiendo en una sola habitación, algunos colchones empapados en orina y niños con hongos en los pies. Comenzaron a realizar visitas semanales.
La policía de Quebec emitió órdenes de cateo en relación con las acusaciones de que miembros de la secta Lev Tahor infligían abuso psicológico y físico a chicas adolescentes. Los abusos supuestamente involucraban a chicas de apenas 13 años que eran encarceladas en sótanos, y chicas de 14 a 15 años que eran casadas con hombres mayores en el grupo. Una mujer dijo que la golpeaban con un cinturón y una percha, y una joven embarazada de 17 años afirmó que fue golpeada por su hermano, abusada sexualmente por su padre y casada a la fuerza con un hombre de 30 años cuando ella tenía 15 años. El 27 de noviembre de 2013, un tribunal de Quebec dictaminó que 14 niños del grupo debían ser puestos en hogares de acogida y se hicieron arreglos para que los niños fueran ubicados en hogares de acogida en los que se hablase el yiddish. El 21 de febrero, un tribunal de Quebec dictaminó que el grupo no tenía derecho a apelar el fallo anterior de un tribunal de Quebec, en tanto no presentó la apelación dentro de un período de 30 días, y pronto, las autoridades canadienses comenzaron a buscar la custodia de los hijos de los miembros de Lev Tahor.
El 3 de marzo de 2014, unos 15 miembros del grupo tomaron un vuelo a Guatemala. Un grupo de nueve personas fue interceptado en Trinidad y Tobago. Al siguiente día, al menos dos adultos y seis niños del grupo llegaron a Guatemala. El 6 de marzo, un juez de Ontario ordenó que los 14 niños de las dos familias que huyeron fueran ubicados en hogares de acogida en Ontario, mientras esperaban a que la apelación fuera escuchada en el tribunal. Un par de días después, seis niños de Lev Tahor de dos familias, sus padres y otro adulto, fueron repatriados a Canadá tras haber huido a Trinidad y Tobago. Un día después, una madre menor de 18 años intentó huir a Guatemala con parte de su familia. Fue arrestada en Calgary y llevada de regreso a Ontario con su bebé. El 14 de marzo, tres adultos y seis niños que habían huido a Guatemala comparecieron ante un juez en Panajachel. El juez decidió dejar a los niños con su familia. El 17 de marzo, un juez de Guatemala dictaminó que a seis niños que habían huido se les permitiría permanecer en Guatemala, siempre que se registraran en la Embajada de Canadá en un plazo de tres días. Tal requisito fue anulado posteriormente tras una apelación del 26 de marzo, lo que permitió al grupo permanecer sin condiciones hasta por tres meses.
El 2 de abril de 2014, siete miembros de Lev Tahor fueron arrestados en una redada llevada a cabo por la seguridad fronteriza canadiense. Se ordenó la deportación de tres de tales miembros a Israel, pero se les dio la opción de apelar y solicitar una suspensión durante el proceso de apelación. El 27 de abril, la joven madre fue reunida con su bebé en un hogar de acogida. Diez días después, otros cuatro niños fueron reunidos con sus padres.

### Caso de secuestro
En diciembre de 2018, las autoridades estadounidenses acusaron a Nachman Helbrans (39 años) y Mayer Rosner (45 años) de secuestrar a dos nietos de Shlomo Helbrans, cuya madre había huido de la comunidad tras haber sido condenada al ostracismo por oponerse a que su hija de 13 años fuera casada con un hombre mayor. Un agente del FBI declaró en un documento judicial que dos menores, una chica de 14 años y un chico de 12 años, fueron secuestrados en Woodridge, Nueva York, y llevados a Scranton, Pensilvania. Fueron luego llevados en avión a la Ciudad de México, a cargo de miembros de Lev Tahor. Helbrans y Rosner fueron condenados el 10 de noviembre de 2021 por los cargos de conspiración para transportar a un menor con la intención de participar en una actividad sexual delictiva, conspiración para viajar con la intención de participar en una conducta sexual ilícita y secuestro parental internacional. 

## Documentales
Lev Tahor ha sido investigado en varios documentales:
- El programa israelí True Face emitió una serie de dos episodios sobre Lev Tahor en noviembre de 2012.[48]
- Global News emitió un documental sobre Lev Tahor en febrero de 2014 como parte de 16 × 9 .[10]
- The Fifth Estate cubrió a Lev Tahor en un programa de una hora.
- La revista Mishpacha ha publicado un artículo de portada de 15 páginas sobre Lev Tahor.
- La revista Ami publicó un artículo de portada de 32 páginas sobre Lev Tahor en su edición de Pascua 2014.
- Foreign Policy publicó una historia de ocho páginas sobre Lev Tahor en su edición de enero/febrero de 2016. [28]
- Canal 2 de Israel publicó un documental sobre Lev Tahor en octubre de 2016.
- Mendy Levy, un niño que había sido miembro del grupo, lanzó en línea su propio documental hecho por sí mismo en noviembre de 2021.[49]